# Hub Nunatak
Hub Nunatak är en nunatak i Antarktis. Den ligger i Västantarktis. Argentina, Chile och Storbritannien gör anspråk på området. Toppen på Hub Nunatak är 627 meter över havet.
Terrängen runt Hub Nunatak är kuperad åt sydost, men åt nordväst är den bergig.  Trakten är obefolkad. Det finns inga samhällen i närheten.